# Fløtterud Station
Fløtterud Station (Fløtterud holdeplass) var en jernbanestation på Numedalsbanen, der lå ved Fløtterud i Flesberg kommune i Norge.
Stationen blev åbnet som trinbræt 17. februar 1930. Persontrafikken på banen blev indstillet 1. januar 1989, hvorved stationen blev nedlagt.